# 聖母子と二人の天使 (チマブーエ)
『聖母子と二人の天使』（せいぼしとふたりのてんし、伊: Maestà con due angeli, 英: Virgin and Child with Two Angels）は、13世紀のイタリアの画家チマブーエによるポプラ材の板に卵テンペラで描かれた1280年頃の絵画である。 2000年からロンドンのナショナル・ギャラリーに所蔵されている。

## 概要
絵画のサイズは、25.7 x 20.5 cmである。 長い羽のある翼を持つ二人の天使を伴って、玉座に腰かけている聖母子が描かれている。その構図はウフィツィ美術館にある『サンタ・トリニタの聖母』同様にビザンチン美術に基づいているが、西ヨーロッパの鑑賞者向けに変更されている。玉座は3次元的になり、聖母子の姿は、ホデゲトリア（hogetria）などの同様の伝統的なビザンチン美術のアイコン (偶像) よりも人間的で、様式化されていない。幼子イエス・キリストは手に巻物を持ったり、祝福するポーズを取ったりする代わりに赤ん坊らしく聖母の手にじゃれついている。また天使たちは、聖母と同じ大きさで描かれている。
家財が競売での売却のために整理されていた2000年に、本作はサフォークのローストフト近くのベネーカー・ホールで再発見された。 19世紀初頭に彼の先祖である第六代準男爵エドワード・グーチ卿によってフィレンツェで取得されたが、1920年代にあった家の火事で損傷を受けなかったのかもしれない。
作品は、キリストの受難を描いた多翼祭壇画から由来していることがわかっている三点の板絵のうちの一点である。その物理的特徴から、本作は祭壇画の中の左側にある四点のうちの左上のものであり、そのサイズ、様式、および技法から、1950年以来ニューヨークのフリック・コレクションが保持している板絵『キリストの鞭打ち』とほぼ同じであることがすぐに明らかになった。 本作の発見は、フリック・コレクションの板絵の帰属をドゥッチョからチマブーエに変更することを促した。 三点目の板絵である『嘲弄されるキリスト』は2019年にフランスで発見され、2400万ユーロで競売にかけられた。
本作は競売に出され、1,000万ポンドで売却されると予想されていたが、売却される前に相続税の代わりとして受け入れられ、ロンドンのナショナル・ギャラリーに移管された。絵画の相続者には650万ポンドの免税が認められ、ジョン・ポール・ゲッティ・ジュニア卿からの寄付により、ナショナル・ギャラリーはさらに70万ポンドを支払うことができた。ベネーカー・ホールの他の家財は、2000年5月に830万ポンドで売却された。これは、英国のカントリーハウスでの財産売却の記録である。

## ギャラリー

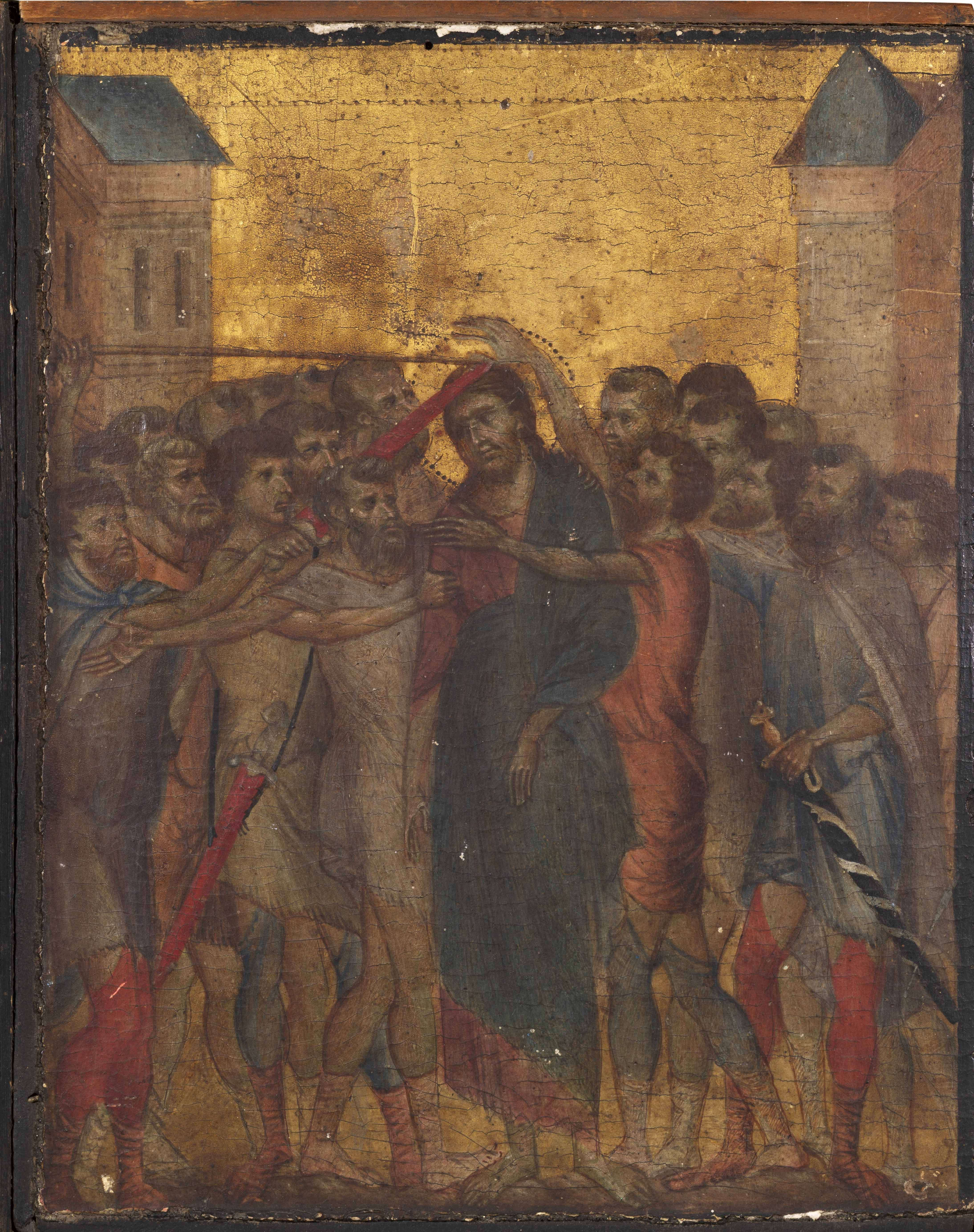
チマブーエ、『嘲弄されるキリスト』
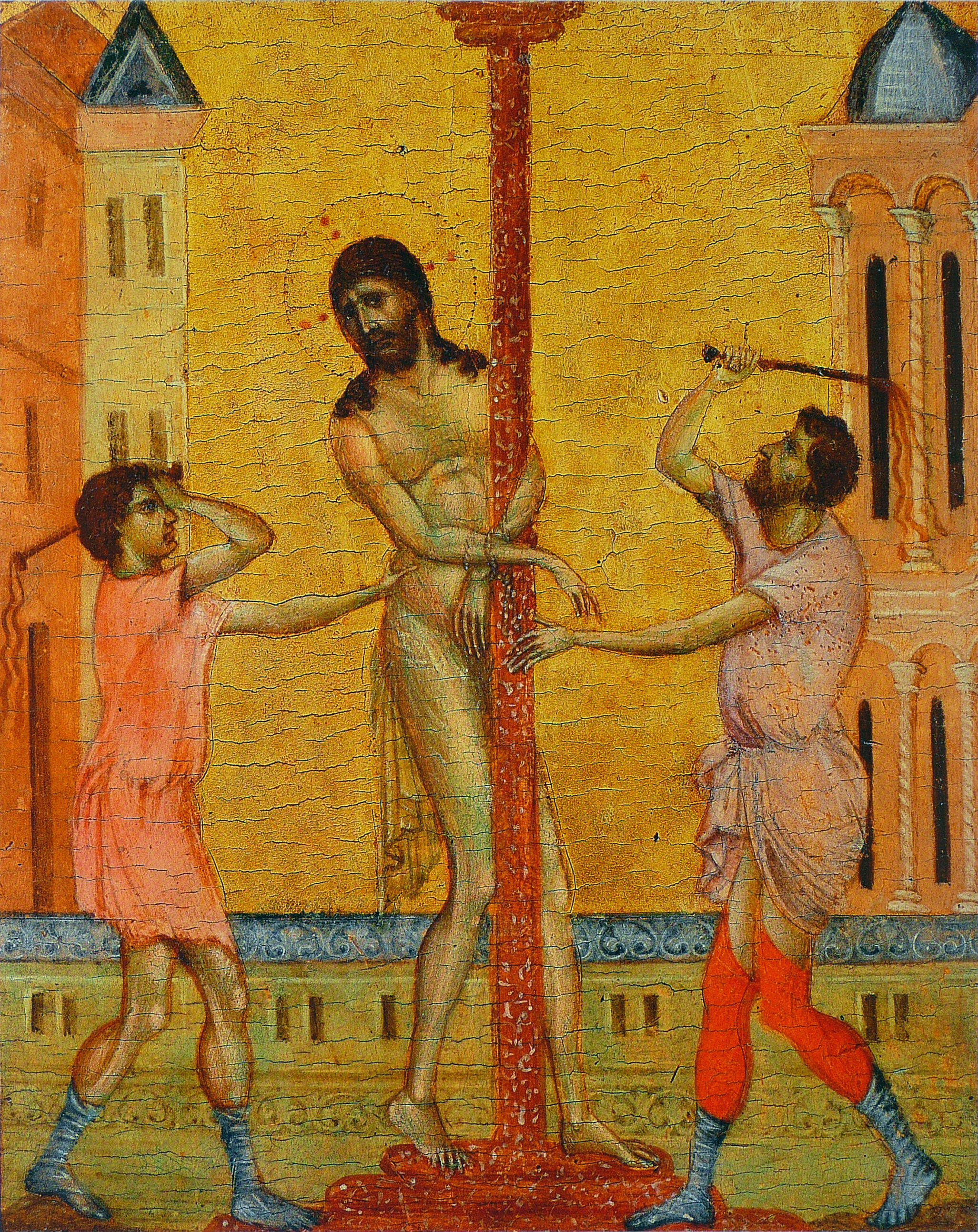
チマブーエ、『キリストの鞭打ち』、フリック・コレクション (ニューヨーク)
『奉献の多翼祭壇画』の再構築案